# 陸興祺
陆兴祺（Lo Ch'ing-ch'i ，?—?），字蘊秋（一作韻秋），又號雲。出生英属印度，华侨商人，曾任西藏办事长官。

## 生平
陆兴祺早年在英属印度开办了天益商行（又称天益号、天益長，英文：Thinyik Trade Company）。1908年，途经英属印度，陆兴祺于同年十月初八日来访。光绪三十五年三月二十二日陶思曾返回英属印度时，寓居天益商行。
1912年9月2日，陸興祺等印度华侨致電袁世凱等人，请求中国中央政府派领事驻印度，以保护印度华侨利益。同年11月20日，前亞東關監督馬師周致電袁世凱，内称：
大總統钧鑒：十五日奉到十月十六日由（雲南）騰（越）付寄師周轉遞達賴喇嘛一電。即日將原碼電托江孜番官專差報送，並請回信。复托陸興祺君設法譯成藏文，分途報遞。務使此電寄送達賴。所有複電，仍托陸君代呈。陸君少年留學印度，于藏印情形，至為熟識。藏事素著熱心，向來駐藏官員，多所借重。刻藏務緊急，變態萬端，消息（誠）貴靈通，委託尤須慎重。可否暫委陸君擔任斯事。代墊郵電各費。與或有機援，能運動聯絡達賴、班禪等事，准其電請釣示照遵，開銷各項呈報財政部請領。達賴等知陸君為政府委任之人，當必愈加信用。消息易通，感情益洽。或能轉移達賴背向之心。（于）西藏危局，大有裨益。是否可行，乞電示照遵。即請速寄陸君密電碼一本俾轉消息，不致洩露機密。
1913年6月1日陸興祺护理西藏办事长官。1913年10月5日，陸興祺向袁世凯總統和國務院推薦其秘书李嘉嚞赴西姆拉參加西姆拉會議。由于中方全權代表陳貽範在西藏问题上缺乏经验，落入英国圈套，使中國對西藏主權面临巨大损失，陸興祺通过李嘉嚞等人的信息，向中国中央政府致電彙報情况，使中方的损失略有减少。
1914年4月2日，陸興祺被任命为西藏办事长官。但西藏政府拒绝他进入西藏。他遂写信向中央政府求助。1913年5月18日袁世凯致電陸氏，請其轉交達賴喇嘛，内称聯豫與钟颖皆已被召回，现派陸興祺为西藏办事长官，请达赖喇嘛派员护送其进入西藏。但此后他终生都没能进入西藏。在印度，他被英国殖民当局限令不得接触藏人。1913年9月2日，蒙藏院致電陸興祺，称駐藏辦事長官官印已刻好備用。但9月4日，內閣致電陸興祺，称駐藏辦事長官諸職責將被暫停，現在没有任何必要公佈该任命。此后陸興祺仍和以往一样行使辦事長官职权，保持和中国中央政府各部门的联络，而且职责暂停一事中国政府从未对外公布。
在印度，他帮助原来清朝驻西藏的官兵从西藏返回中国内地。1916年3月2日，陸興祺请假，此后又长期请假，直到1924年仍在请假。1916年3月2日至1922年，陸興祺的秘书李嘉嚞代行辦事長官职权。
1925年2月1日，陸興祺當選段祺瑞召集的善後會議會員。2月25日，九世班禪到達北京，陸興祺從加爾各答到北京看望，并告知班禪有關西藏的消息。8月28日，北京臨時政府執政段祺瑞令，“特派陸興祺為國民代表會議西藏議員臨時選舉監督”。 
南京国民政府蒙藏委員會時期，陸興祺仍被視為參謀。1929年末，经陸興祺及其天益號的安排，九世班禪系統的家庭中的約四十名青少年从西藏出发，陆续經大吉嶺和加爾各答到中国內地留學。
1930年7月，十三世達賴喇嘛派駐中央的代表棍卻仲尼途經印度加爾各答時，住在陸興祺在加爾各答的家里。1930年8月2日，陸興祺奉中央来電，帶棍卻仲尼去了中国領事館。1933年1月30日，國民政府行政院秘書長以該秘書處之名義致函陸興祺，稱其“久居印度，熟悉藏情，且關懷藏事，素具熱忱……”請其從中斡旋，“設法恢復達賴、班禪間情感。 ”
此后其生平不详。

## 著作
- 《西藏交涉紀要》